# Медаль Фрица Геккерта
Медаль Фрица Геккерта (нем. Fritz-Heckert-Medaille) — высшая награда Объединения свободных немецких профсоюзов. Названа в честь политика-коммуниста и профсоюзного деятеля Фрица Геккерта. Медаль была учреждена в 1955 году в честь десятилетия со дня основания ОСНП. В 1972 году появилась золотая медаль Фрица Геккерта, в 1977 году — бронзовая. Правление ОСНП проводило торжественную церемонию награждения ежегодно 15 июня в день учреждения Объединения свободных немецких профсоюзов, а также 7 октября, в день учреждения Германской Демократической Республики. Медалью Фрица Геккерта награждали профсоюзных работников за многолетний вклад и выдающиеся достижения в развитии социалистического профсоюзного движения. Медаль вручалась также по случаю юбилеев профсоюзных деятелей: 60-летия, 65-летия, 70-летия и 75-летия, а также за 50, 60 и 70 лет стажа в профсоюзном движении. Медаль Фрица Геккерта вручалась как гражданам ГДР, так и представителям иностранных государств. К медали прилагалась соответствующая грамота. Производственным коллективам — победителям социалистического соревнования вручалось почётное знамя Фрица Геккерта. К золотой медали Фрица Геккерта прилагалось материальное вознаграждение в размере 5 тыс. марок ГДР, к серебряной — 2500 марок ГДР, к бронзовой — 1000 марок ГДР.
Среди награждённых медалью Фрица Геккерта были Отто Бухвиц, Фриц Зельбман, Вернер Эггерат, Ханс Мархвица, Лотта Ульбрихт, Вилли Бредель, Вальтер Веспер, Вальтер Ульбрихт Гюнтер Миттаг, Эрих Апель, Герман Аксен, Эрвин Крамер, Альфред Курелла, Роман Хвалек, Хорст Зиндерман, Ханс Модров, Ханна Вольф, Вальдемар Фернер, Гюнтер Ян, Хайнц Кесслер, Эрхард Крак, Герман Матерн.